# Plésidy
Plésidy (tiếng Breton: Plijidi) là một xã của tỉnh Côtes-d’Armor, thuộc vùng Bretagne, tây bắc Pháp.

## Dân số
Người dân ở Plésidy được gọi là Plésidiens.